# Johann Benedict Listing
Johann Benedict Listing   (Frankfurt del Main, 25 de juliol de 1808 - Göttingen, 24 de desembre de 1882) fou un matemàtic alemany conegut per haver estat el primer en emprar el terme topologia per donar nom a aquesta branca de les matemàtiques.

## Vida i Obra
Listing va néixer en una família humil d'ascendència txeca. Va poder fer els seus estudis secundaris gràcies al suport financer de la fundació Städel. La fundació també li va finançar, a partir de 1830, els estudis a la universitat de Göttingen, però com que la fundació tenia un caire artístic, ho va condicionar a que fes estudis d'arquitectura. De fet, va estudiar una ampla gamma de temes, a més d'arquitectura i matemàtiques.
En doctorar-se el 1834, va obtenir un lloc de professor en un institut de Hannover, però va retornar a Göttingen el 1839 per ocupar la càtedra de física que havia deixat vacant l'expulsió de Wilhelm Weber. Quan Weber va ser reposat en el seu lloc el 1848, la càtedra es va dividir en física matemàtica, on va continuar Listing, i física experimental, que va ocupar Weber.
Des del dia del seu casament, el 1846, els seus problemes financers van ser constants: gastava molt més del que guanyava. Potser sixò i el fet de ser un maniac depressiu, van fer que la seva obra fos poc reconeguda i menys difosa.
El 1847 va publicar el seu llibre més important: Vorstudien zur Topologie, en el que s'utilitzava per primera vegada l'expressió topologia per a referir-se a l'estudi de les figures des d'un punt de vista qualitatiu i no quantitatiu, com ho fa la geometria. En aquest mateix llibre donava un avenç fonamental a la teoria de nusos.
També va fer estudis importants en òptica humana que van esdevenir clàssics en la matèria, com el Beitrag zur physiologischen optik (Göttingen, 1845), i en els camps de la cristal·lografia i de la botànica.
Finalment, cal esmentar, que va definir i estudiar la cinta de Möbius abans que el propi Möbius i que, probablement, va ser una influència important per a que Riemann introduís els mètodes topològics en la teoria de les funcions de variable complexa.